# Rome (metrostation)
Rome is een station van de metro in Parijs langs metrolijn 2, op de grens van het 8ste en 17de arrondissement. Na dit station, dat vrij dicht onder de oppervlakte ligt, worden de sporen van het Gare Saint-Lazare overstoken via een dichtgemetselde brug.
Porte Dauphine · 
Victor Hugo · 
Charles de Gaulle - Étoile · 
Ternes · 
Courcelles · 
Monceau · 
Villiers · 
Rome · 
Place de Clichy · 
Blanche · 
Pigalle · 
Anvers · 
Barbès - Rochechouart · 
La Chapelle · 
Stalingrad · 
Jaurès · 
Colonel Fabien · 
Belleville · 
Couronnes · 
Ménilmontant · 
Père Lachaise · 
Philippe Auguste · 
Alexandre Dumas · 
Avron · 
Nation